# Protodorvillea recuperata
Protodorvillea recuperata är en ringmaskart som beskrevs av Banse och Nichols 1968. Protodorvillea recuperata ingår i släktet Protodorvillea och familjen Dorvilleidae. Inga underarter finns listade i Catalogue of Life.